# ديونيسيوس سولوموس
ديونيسيوس سولوموس (باليونانية: Διονύσιος Σολωμός) كان شاعرًا يونانيًا من زاكينثوس، ويعتبر شاعر اليونان الوطني. واشتهر بكتابة ترنيمة إلى الحرية (باليونانية: Ὕμνος εἰς τὴν έлευθεριαν ،Ýmnos eis tīn Eleutherían)، والتي لحنها نيكولاوس مانتزاروس وأصبحت النشيد الوطني اليوناني والقبرصي في عامي 1865 و1966 على التوالي. وكان الشخصية المركزية في مدرسة الشعر الهيبتاني. ويعتبر الشاعر الوطني لليونان، ليس فقط لأنه كتب النشيد الوطني، ولكن أيضًا لأنه ساهم في الحفاظ على التقاليد الشعرية السابقة وأبرز فائدتها للأدب الحديث. وتشمل قصائده البارزة الأخرى Ὁ Κρητικός (الكريتي)، و Ἐλεύθεροι Πολιορκημένοι (المحاصر الحر). ومن سمات عمله أنه لم تكتمل أي قصيدة له باستثناء ترنيمة إلى الحرية، ولم يُنشر أي شيء له تقريبًا خلال حياته.
عاش في مدينة كورفو بين عامي 1832 و1857، ويمكن رؤية منزله هناك من الخارج.

## حياته

### النشأة وتعليمه
ولد ديونيسيوس سولوموس في زاكينثوس عام 1798، وكان الابن غير الشرعي للكونت الثري نيكولاوس سولوموس ومدبرة منزله أنجيليكي نيكلي. وكان نيكولاوس سولوموس من أصل كريتي، إذ كانت عائلته من اللاجئين الكريتيين الذين استقروا في زاكينثوس عام 1670 بعد غزو الإمبراطورية العثمانية لجزيرة كريت عام 1669، وكانوا على صلة بعائلة سالامون الأرستقراطية البندقية التي استقرت في جزيرة كريت في القرن الخامس عشر. ومن الممكن أن تكون والدته أنجيليكي نيكلي قد جاءت من منطقة ماني. والنسخة الإيطالية من اسم العائلة مسجلة على النحو التالي: سالامون، سالومون، سولومون، سالوموني.
كان الكونت نيكولاوس سولوموس متزوجًا قانونيًا بمارنيتا كاكني التي توفيت عام 1802. ومن هذا الزواج أنجب طفلين هما: روبرتو وإيلينا. ومنذ عام 1796 كان لنيكولاوس سولوموس علاقة بمدبرة منزله أنجيليكي نيكلي، التي أنجبت له ابنًا آخر إلى جانب ديونيسيوس، هو ديميتريوس (ولد عام 1801). وجرى انتخاب شقيقه ديميتروس سولوموس في عام 1852 رئيسًا لولايات الجزر الأيونية المتحدة في ظل النظام البريطاني وحصل على وسام الصليب الكبير البريطاني من وسام القديس ميخائيل والقديس جرجس. وكان الكونت ديميتريوس سولوموس متزوجًا بإيلينا ابنة الدكتور ديميتريو أرفانيتاشي عضو مجلس الشيوخ عن زاكينثوس، والذي ألهم عمله اللاحق المرأة من زاكينثوس.
تزوج والده بوالدته قبل يوم واحد من وفاته في 27 فبراير عام 1807، مما جعل ديونيسيوس الشاب ابنًا شرعيًا ووريثًا مشاركًا لممتلكات الكونت، إلى جانب أخيه غير الشقيق. وقضى الشاعر سنوات طفولته في زاكينثوس حتى عام 1808، تحت إشراف معلمه الإيطالي رئيس الدير سانتو روسي. وبعد وفاة والده حصل الكونت ديونيسيوس ميسالاس على حضانة سولوموس، بينما تزوجت والدته بمانوليس ليونتاراكيس في 15 أغسطس عام 1807. وفي عام 1808 أرسل ميسالاس سولوموس إلى إيطاليا لدراسة القانون، كما كانت العادة مع النبلاء الأيونيين، ولكن ربما أيضًا بسبب زواج والدة ديونيسيوس الجديد.

### دراساته في إيطاليا
ذهب سولوموس إلى إيطاليا مع معلمه الذي عاد إلى مسقط رأسه في كرمونة. في البداية جرى تسجيله في مدرسة ليسيوم سانت كاثرين في البندقية، ولكنه واجه صعوبات في التكيف بسبب الانضباط الصارم في المدرسة. ولهذا السبب اصطحب روسي سولوموس معه إلى كرمونة، حيث أنهى دراسته الثانوية عام 1815. وفي نوفمبر عام 1815 التحق سولوموس بكلية الحقوق بجامعة بافيا وتخرج منها عام 1817. ونظرًا إلى اهتمام الشاعر الشاب في الأدب الإيطالي المزدهر وكونه متحدثًا ممتازًا للغة الإيطالية بدأ كتابة القصائد باللغة الإيطالية. وإحدى أهم القصائد الأولى المكتوبة باللغة الإيطالية خلال تلك الفترة كانت قصيدةOde per la prima messa (قصيدة القداس الأول) وLa distruzione di Gerusalemme (تدمير القدس). وفي تلك الأثناء تعرف بالشعراء والروائيين الإيطاليين المشهورين (ربما مانزوني، وفينشينسو مونتي، وغيرهم)؛ وكان أوغو فوسكولو من زاكينثوس من بين أصدقائه. ونتيجة لذلك جرى قبوله بسهولة في الأوساط الأدبية الإيطالية وتطور ليصبح شاعرًا موقرًا للغة الإيطالية.

### العودة إلى زاكينثوس
بعد 10 سنوات من الدراسات عاد سولوموس إلى زاكينثوس عام 1818 بخلفية قوية في الأدب. وفي زاكينثوس التي اشتهرت في ذلك الوقت بثقافتها الأدبية المزدهرة تعرف الشاعر إلى الأشخاص المهتمين بالأدب. وكان أنتونيوس ماتيسيس (مؤلف كتاب فاسيليكوس)، وجورجيوس تيرتسيتيس، وديونيسيوس تاغيابيراس (طبيب ومؤيد للديموطيقية (اللهجة اليونانية المحكية)، وأيضًا صديق إيوانيس فيلاراس) ونيكولاوس لونتزيس من أشهر أصدقاء سولوموس. وكانوا يجتمعون في بيوت بعضهم البعض ويسلون أنفسهم بتأليف القصائد. وكثيرًا ما سخروا من طبيب زاكينثوس رويديس (قصائد سولوموس الساخرة التي تشير إلى الطبيب هي مجلس الأطباء، ويوم رأس السنة الجديدة، والمشنقة). كما أحبوا أيضًا ارتجال القصائد بقافية وموضوع معين. ونُشرت قصائده الإيطالية المرتجلة خلال تلك الفترة عام 1822 تحت عنوان Rime Improvvisate (القوافي المرتجلة).

### أعماله الأولى باللغة اليونانية ولقاؤه بسبيريدون تريكوبيس
إلى جانب القصائد الإيطالية بدأ سولوموس بمحاولاته الأولى للكتابة باللغة اليونانية. وكانت هذه مهمة صعبة بالنسبة للشاعر الشاب، لأن تعليمه كان كلاسيكيًا وباللغة الإيطالية، ولكن أيضًا لأنه لم تكن هناك أي أعمال شعرية مكتوبة باللهجة الديموطيقية يمكن أن تتخذ بمثابة نماذج. ومع ذلك فإن حقيقة أن تعليمه باللغة اليونانية كان في حده الأدنى أبقاه بعيدًا عن أي تأثيرات علمية، والتي ربما دفعته إلى الكتابة بالكاثاريفوسا، وهي لغة «نقية» صيغت كشكل أبسط من اليونانية القديمة. وبدلًا من ذلك كتب بلغة عامة الناس في جزيرته الأصلية. ومن أجل تحسين مهاراته اللغوية بدأ بدراسة الأغاني الديموطيقية بشكل منهجي، وأعمال شعراء ما قبل سليمان والأدب الشعبي والكريتي الذي شكل في ذلك الوقت أفضل نماذج استخدام اللهجة الديموطيقية في الأدب اليوناني الحديث. وكانت النتيجة أول مجموعة واسعة من الأدب المكتوب باللهجة الديموطيقية، وهي خطوة لا يمكن المبالغة في تقدير تأثيرها على الكتاب اللاحقين. والقصائد التي يرجع تاريخها إلى تلك الفترة الزمنية هي أنا زانثولا، والفتاة الشقراء الصغيرة، وأنا أغوريستي، والذي لا يمكن التعرف عليه، وتا ديو أديرفيا، والأخوين وأنا تريلي مانا، والأم المجنونة.

كان لقاء سولوموس بسبيريدون تريكوبيس عام 1822 نقطة تحول في كتاباته. عندما زار تريكوبيس زاكينثوس في عام 1822 بدعوة من اللورد غيلفورد، كانت شهرة سولوموس في الجزيرة منتشرة بالفعل وكان تريكوبيس يرغب في مقابلته. وفي لقائهما الثاني قرأ له سولوموس قصيدة القداس الأول. وقال تريكوبيس متأثرًا بمهارات سولوموس الشعرية:
إن موهبتك الشعرية تحجز لك مكانًا مختارًا في قمة بارناسوس الإيطالي. لكن الأماكن الأولى هناك مشغولة بالفعل. لكن قمة بارناسوس اليوناني ليس لديه دانتي الخاص به بعد.
أوضح سولوموس لتريكوبيس أن لغته اليونانية ليست طليقة، وقد ساعده تريكوبيس في دراسته لقصائد كريستوبولوس.